# Lekkoatletyka na Letnich Igrzyskach Olimpijskich 1928 – bieg na 10 000 m mężczyzn
Bieg na 10 000 metrów mężczyzn był jedną z konkurencji rozgrywanych podczas VIII Letnich Igrzysk Olimpijskich. Bieg został rozegrany w dniu 29 lipca 1928 roku na Stadionie Olimpijskim w Amsterdamie.

## Wyniki
| Poz. | Zawodnik             | Reprezentacja     | Czas    | Uwagi |
| ---- | -------------------- | ----------------- | ------- | ----- |
| 1.   | Paavo Nurmi          | Finlandia         | 30:18,8 | OR    |
| 2.   | Ville Ritola         | Finlandia         | 30:19,4 |       |
| 3.   | Edvin Wide           | Szwecja           | 31:00,8 |       |
| 4.   | Jean-Gunnar Lindgren | Szwecja           | 31:26,0 |       |
| 5.   | Arthur Muggridge     | Wielka Brytania   | 31:31,8 |       |
| 6.   | Ragnar Magnusson     | Szwecja           | 31:37,2 |       |
| 7.   | Toivo Loukola        | Finlandia         | 31:39,0 |       |
| 8.   | Kalle Matilainen     | Finlandia         | 31:45,0 |       |
| 9.   | Wally Beavers        | Wielka Brytania   | 31:48,0 |       |
| 10.  | Suttie Smith         | Wielka Brytania   | 31:50,0 |       |
| 11.  | Robert Marchal       | Francja           | b.d.    |       |
| 12.  | George Constable     | Wielka Brytania   | b.d.    |       |
| 13.  | Arturo Peña          | Hiszpania         | 32:21,8 |       |
| 14.  | Joie Ray             | Stany Zjednoczone | b.d.    |       |
| 15.  | Stanisław Petkiewicz | Łotwa             | b.d.    |       |
| 16.  | Seghir Beddari       | Francja           | b.d.    |       |
| 17.  | Karel Nedobitý       | Czechosłowacja    | b.d.    |       |
| 18.  | Julien Serwy         | Belgia            | b.d.    |       |
| 19.  | Juichi Nagatani      | Japonia           | b.d.    |       |
| 20.  | Danie Jacobs         | Południowa Afryka | b.d.    |       |
| -    | Henri Lauvaux        | Francja           | DNF     |       |
| -    | Macauley Smith       | Stany Zjednoczone | DNF     |       |
| -    | John Romig           | Stany Zjednoczone | DNF     |       |
| -    | Dasharatha Chavan    | Indie Brytyjskie  | DNF     |       |